# Chargeman Ken!
Chargeman Ken! (チャージマン研！, Chājiman Ken!) est une série d'anime de science-fiction créée par Tetsuji Suzukawa et Eiji Tanaka et animée par Knack Productions (aujourd'hui ICHI Corporation). Elle fut réalisée par Noboru Miura et écrite par Masaaki Wakuda, Toyohiro Andō et Yoshio Tamado, avec les personnages conçus par Tanaka. Chaque épisode de la série est une histoire autonome.
Un total de 65 épisodes furent diffusés en syndication sur TBS du 1er avril au 28 juin 1974, dans des créneaux de 10 minutes entre 17:30 et 17:40, du lundi au vendredi. La série est inédite dans les pays francophones.
L'anime est connu aujourd'hui pour être un nanar en raison de ses multiples défauts,.

## Synopsis
L'histoire prend place en l'an 2074, dans une ville futuriste où la science s'est développée de manière considérable, les Juraliens (des extraterrestres au yeux de cyclopes) tentent d'envahir la Terre. Le protagoniste, Ken Izumi, se change en Chargeman et lutte pour protéger la Terre de la menace des Juraliens.

## Personnages

### Humains
Ken Izumi (泉 研, Izumi Ken)
(doubleur: Setsuko Takemoto)
Le protagoniste de la franchise, un jeune garçon de 10 ans allant à l'école primaire Yoi, probablement au Japon. Il porte des cheveux bruns avec des épis, un foulard rouge et un vêtement jaune avec la lettre K écrit dessus. Ken est extrêmement puissant, capable d'infliger des coups de poing débilitants à un Juralien déguisé en champion de boxe dans l'épisode 63. Il peut se transformer en Chargeman Ken lorsqu'il est exposé à la lumière selon l'épisode 44 Beat the fake Ken!, bien que l'absence totale de celle-ci ne l'empêche pas de se transformer plusieurs fois. En Chargeman Ken, il porte un casque avec visière, des gants blancs et une combinaison jaune avec une ceinture comportant au centre un triangle vert et sur le torse un V rouge. Il a le support Sky Rod et transporte lAlpha Gun, qui peuvent tous les deux tuer instantanément les Juraliens par une attaque en rayon, et porte la Vizum Belt, une ceinture qui peut créer un vortex de vent létal. Il tue les Juraliens sans discrimination, même s'ils ne sont pas en train d'attaquer ou de s'enfuit. Il existe plusieurs exemples où il s'est débarrassé de grandes quantités d'otages dans des attaques impitoyables contre des fortifications et des transports Juraliens. La seule faiblesse en soi de Ken sont les mathématiques, mais sa haine envers le jus de tomate a été utilisée pour identifier son imposteur.
Caron Izumi (泉 キャロン, Izumi Kyaron)
La petite sœur de Ken, âgée de sept ans, plus petite que son frère Ken, elle porte une robe rouge avec un collier en perle, des bottes blanches et des cheveux blonds en queue-de-cheval attachés à un ruban rose. Elle ressent de la compassion envers les animaux et supporte souvent son frère. Elle souvent utilisé dans les épisodes comme une demoiselle en détresse.
Hiroshi Izumi (泉 博, Izumi Hiroshi)
(doubleur: Kiyoshi Kawanishi)
Il est le père de Ken et de Caron et est marié avec Saori Izumi. Il est reconaissable à sa moustache et son costume bleu. Il est décrit comme étant un physicien, bien qu'il n'a jamais été vu en train de pratiquer la médecine dans la série. Sa femme a oublié la profession de son mari et lui-même critiqua de manière dérogatoire une clinique psychiatrique.
Saori Izumi (泉 さおり, Izumi Saori)
(doubleur: Yuki Aida)
La mère de Ken et de Caron et la femme d'Hiroshi. Elle porte des cheveux roux et des vêtements verts.
Barican (バリカン, Barican)
(doubleur: Fuyuki Takahashi)
Le compagnon robot de Ken. Fuyard et parfois colérique, Barican est représenté dans la série dans une forme de boule avec cinq trous laissant passer ses jambes, ses bras et sa tête comportant des joues roses, une coupe au bol noire et trois boules roses se trouvant au-dessus de sa tête.

### Juraliens
Maou (魔王, Maō)
(doubleur: Noboru Sato)
L'antagoniste en chef de la franchise et le leader des Juraliens envahissant la Terre. Contrairement aux autres Juraliens, Maou a une forme plus humanoïde avec deux yeux, un long nez et une peau blanche. Il est à la tête des juraliens malgré son apparence, il tente d'envahir la terre, de tuer des civils mais surtout, essayer d'abattre Ken qui arrive à défier ses plans. Bien qu'ennemis, Maou aide Ken à empêcher qu'une météorite ne frappe la terre dans l'épisode 11 Save the Earth!. Sa conclusion se termine dans le dernier épisode de la série, il décide attaquer la terre entière avant de se faire tuer par Ken lors d'un combat aérien.
Les Juraliens (ジュラル星人, Juraru seijin)
Les Juraliens sont des extraterrestres cyclopes vaguement humanoïdes, de couleur violette, avec un tour de taille étroit, une poitrine large et des longs membres en forme de tentacule. Leur œil est capable d'émettre un rayon qui peut désintégrer n'importe quel élément vivant touché et peut causer des dégâts sévères aux éléments structuraux de bâtiments et de tours. Ils ont le pouvoir de se transformer en d'autres formes de vie, tels des humains ou des cheveux. D'après l'épisode 35 Dynamate in the brain!, les Juraliens n'ont pas de reflet, une caractéristique utilisée par Ken et par d'autres protagonistes pour les différencier des humains et des robots.

## Liste des épisodes
| #  | Titre                                                                            | Date de première diffusion |
| -- | -------------------------------------------------------------------------------- | -------------------------- |
| 01 | Danger!! The Children's Space Station Kanji : 危機!! 子供宇宙ステーション        | 1er avril 1974             |
| 02 | Safe by a Hair! Kanji : 危機一髪!!                                               | 2 avril 1974               |
| 03 | The Butterfly Swarm Flutters! Kanji : 蝶の大群が舞う                             | 3 avril 1974               |
| 04 | The Mysterious Handsome Boy Kanji : 謎の美少年                                   | 4 avril 1974               |
| 05 | Terror! The Mummy Comes by Carriage! Kanji : 恐怖! ミイラが馬車でやってくる      | 5 avril 1974               |
| 06 | Uncanny! The Space Botanical Garden Kanji : 怪奇! 宇宙植物園                     | 8 avril 1974               |
| 07 | Man of the West Ken! Kanji : 西部の男・研!                                       | 9 avril 1974               |
| 08 | Juralian X-6 Kanji : ジュラル星人X-6号                                           | 10 avril 1974              |
| 09 | Enter, the Juralmons! Kanji : ジュラルモンス登場                                 | 11 avril 1974              |
| 10 | Barican Runs Amuck! Kanji : バリカン大暴れ!                                      | 12 avril 1974              |
| 11 | Save the Earth! Kanji : 地球を守れ!                                              | 15 avril 1974              |
| 12 | We Can't Eat Vegetable Salad Kanji : 野菜サラダが食べられない                    | 16 avril 1974              |
| 13 | Showdown! The Undersea City Kanji : 対決! 海底都市                               | 17 avril 1974              |
| 14 | The Daibutsu that Vanished Into the Night Kanji : 闇夜に消えた大仏               | 18 avril 1974              |
| 15 | The Art Gallery Mystery! Kanji : 美術館の怪!                                     | 19 avril 1974              |
| 16 | Murder Record, Melody of Terror! Kanji : 殺人レコード 恐怖のメロディー           | 22 avril 1974              |
| 17 | Find Ken's Secret! Kanji : 研の秘密を探れ!                                       | 23 avril 1974              |
| 18 | The Great Escape from Prison Island Kanji : 囚人島大脱走                         | 24 avril 1974              |
| 19 | Bank Gang - Caron's in Danger! Kanji : 銀行ギャング キャロンが危ない             | 25 avril 1974              |
| 20 | Ken Gets a Girlfriend Kanji : ガールフレンドが出来た                             | 26 avril 1974              |
| 21 | Caron's Present Kanji : キャロンへの贈り物                                       | 29 avril 1974              |
| 22 | Time Bomb Fax TV Kanji : 時限爆弾電送テレビ                                      | 30 avril 1974              |
| 23 | Mental Hospital Terror Kanji : 恐怖! 精神病院                                    | 1er mai 1974               |
| 24 | An Invitation to the Robot Club Kanji : ロボットクラブへの招待状                 | 2 mai 1974                 |
| 25 | Save Young Yuuichi! Kanji : 雄一少年を救え!                                      | 3 mai 1974                 |
| 26 | The Girl Who Lost Her Memory Kanji : 記憶を無くした少女                          | 6 mai 1974                 |
| 27 | The Burning Poison Mushroom House Kanji : 燃える毒きのこの家                     | 7 mai 1974                 |
| 28 | Space Rocket Z9 Kanji : 宇宙ロケットZ9号                                         | 8 mai 1974                 |
| 29 | Rub Out the Fashion Model! Kanji : ファッションモデルを消せ!                     | 9 mai 1974                 |
| 30 | Save Caron From the Top of the Tower! Kanji : 塔上のキャロンを救え!              | 10 mai 1974                |
| 31 | Crisis! One Second to Blast Kanji : 危機! 爆破1秒前                              | 13 mai 1974                |
| 32 | The Master Safe Cracker Kanji : 金庫破りの名人                                   | 14 mai 1974                |
| 33 | Is My Dad Old-Fashioned? Kanji : 僕のパパは時代おくれ?                           | 15 mai 1974                |
| 34 | Sky Rod, Burrow into the Earth's Depths! Kanji : スカイロッド 地底に突っこめ!    | 16 mai 1974                |
| 35 | Dynamite in the Brain! Kanji : 頭の中にダイナマイト                              | 17 mai 1974                |
| 36 | Shudder! The Devil's Hospital Kanji : 戦慄! 悪魔の病院                           | 20 mai 1974                |
| 37 | Beat the Hijack Kanji : ハイジャックをやっつけろ!                                | 21 mai 1974                |
| 38 | Operation Juralian Fake Friendship Kanji : ジュラルのニセ友情作戦                | 22 mai 1974                |
| 39 | The Pretty Boy Robot is a Herald of Death Kanji : 美人ロボットは殺しの使者       | 23 mai 1974                |
| 40 | Race on Murder Highway Kanji : 疾走! 殺人ハイウェイ                              | 24 mai 1974                |
| 41 | Cinderella Girl Kanji : シンデレラの少女                                         | 27 mai 1974                |
| 42 | The Air Force Base is Targeted! Kanji : 空軍基地が狙われている!                  | 28 mai 1974                |
| 43 | Peer Through the Camera Viewfinder! Kanji : カメラのファインダーを覗け!          | 29 mai 1974                |
| 44 | Beat the Fake Ken! Kanji : 研の偽者をやっつけろ!                                 | 30 mai 1974                |
| 45 | When the Cuckoo Clock Strikes Three Kanji : 鳩時計が3時を指したら                | 31 mai 1974                |
| 46 | Terror! The House of the White-Haired Crone! Kanji : 恐怖! 白髪老婆の家          | 3 juin 1974                |
| 47 | The Great Juralian Counterattack Kanji : ジュラルの大逆襲                        | 4 juin 1974                |
| 48 | Showdown on the Solitary Island! Kanji : 孤島の対決!                             | 5 juin 1974                |
| 49 | The Delinquent's True Colors Kanji : 不良少年の正体は!                           | 6 juin 1974                |
| 50 | Save the Orphan Center! Kanji : みなし子センターを救え!                          | 7 juin 1974                |
| 51 | Stray Dog Koro Kanji : 捨て犬コロ                                                | 10 juin 1974               |
| 52 | Blow Up the Undersea Oil Field! Kanji : 海底油田を爆破しろ!                      | 11 juin 1974               |
| 53 | The Suspicious Bride Kanji : 怪しい花嫁                                          | 12 juin 1974               |
| 54 | Spooky! The Waxwork Museum Kanji : 怪奇! ロウ人形館                              | 13 juin 1974               |
| 55 | The Ones They Met in Egypt Kanji : エジプトで出会ったやつ                        | 14 juin 1974               |
| 56 | Runaway! Horseback Ken Kanji : 暴走! 馬上の研                                    | 17 juin 1974               |
| 57 | The Antarctic Amusement Park Kanji : 南極遊園地                                  | 18 juin 1974               |
| 58 | Circus of Fiends Kanji : 悪魔のサーカス団                                        | 19 juin 1974               |
| 59 | Forest of Terror Kanji : 恐怖の森                                                | 20 juin 1974               |
| 60 | Tsunami Attack Kanji : 大津波の襲撃                                              | 21 juin 1974               |
| 61 | Barican's Old Friend Pays a Visit Kanji : バリカンの旧友が尋ねて来た             | 24 juin 1974               |
| 62 | Crisis at the Agricultural Complex! Kanji : 農業コンビナートの危機               | 25 juin 1974               |
| 63 | Defeat the Murderous Boxer! Kanji : 殺人ボクサーを倒せ!                          | 26 juin 1974               |
| 64 | Explosion! The Mammoth Control Center Kanji : 爆発! マンモスコントロールセンター | 27 juin 1974               |
| 65 | Victory! Chargeman Ken! Kanji : 勝利! チャージマン研                             | 28 juin 1974               |

## Production
Chargeman Ken! comporte plusieurs gens du staff de la série Astroganger, incluant Seiichi Nishino, Eiji Tanaka, Toyohiro Andō, et Hiromichi Mogaki. Conséquemment, les deux animés comportent des similitudes au niveau des character designs, des compositions d'histoires et des caractérisations.
Selon Nishino, la série fut produite dans le but de représenter la vie dans le futur, basée sur une histoire futuriste illustrée d'Hiroshi Manabe. Le budget moyen d'un épisode d'une demi-heure d'un anime en 1974 était de 4 à 5 millions de yens, tandis que celui de Chargeman Ken! fut de 500 000 yen par épisode. Le budget peu élevé fit en sorte que l'équipe de Knack Productions devint apathique envers l'anime et sautaient largement le travail sur celui-ci pour pouvoir aller à la plage,. Beaucoup d'information sur la série reste encore inconnue, avec les doubleurs listés uniquement sous le nom de "Kindaiza Troupe" (劇団近代座 Gekidan Kindaiza).

## Postérité et statut culte
Chargeman Ken! resta obscur jusqu'en 2007, lorsqu'un coffret DVD fut distribué par Line Communications, avec ses épisodes placés dans un ordre différent de sa première diffusion. La série devint un succès viral sur 2channel et Niconico, qui trouvèrent des éléments involontairement comiques dans les défauts de l'animé (incluant une narration opportuniste et incohérente, un mauvais rythme, des inconsistances au niveau de l'animation, un doublage médiocre et des artéfacts tels que des cheveux apparaissant sur la pellicule). L'anime devint alors un mème internet, menant à la création de douzaines de remix vidéo et d'AMV. Le 20 août 2010, soit presque 40 ans après la première diffusion de la série, le premier site web officiel de l'animé fut mis en ligne. Le 27 octobre 2010, la bande-sonore officielle et album hommage "Chargeman Ken! Tribute to Soundtracks vol.1" sortit. En réponse à la popularité de l'anime sur Internet, la série fut rediffusée sur AT-X de 2008 à 2009, puis sur Kids Station de juillet 2011 à janvier 2012, avec le même ordre de diffusion que lors de sa première. Discotek Media distribua la série dans sa totalité sur DVD en Amérique du nord le 31 octobre 2017.
Une comédie musicale basée sur la série fut jouée du 31 octobre au 6 novembre 2019 à la salle des fêtes Shinjuku FACE à Tokyo,. La deuxième comédie musicale fut jouée dans la même salle du 10 au 18 octobre 2020.
Le 3 août 2020, ICHI, la compagnie de production de l'anime, débuta une campagne de financement participatif sur Readyfor pour restaurer et archiver les bobines de films d'origine, qui se sont détériorées de manière significative en plusieurs années,. Un coffret Blu-ray de la série, publié par Best Field, sortit le 30 juin 2021. Le coffret inclut les 65 épisodes de l'anime ainsi qu'un DVD bonus contenant les films pilotes d'ICHI et un diaporama avec les feuilles de modèles des personnages, et un livret comprenant une interview avec le producteur.